# Flavius-Luigi Măduța
Flavius-Luigi Măduța (n. 24 februarie 1971, Arad, România) este un deputat român, ales în 2012 din partea Partidului Social Democrat.